# خورشیدگرفتگی ۲۶ فوریه ۱۹۹۸
خورشیدگرفتگی ۲۶ فوریه ۱۹۹۸ (به انگلیسی: Solar eclipse of February 26, 1998) یک خورشیدگرفتگی از نوع خورشیدگرفتگی کامل است. این خورشیدگرفتگی در تاریخ ۲۶ فوریه ۱۹۹۸ میلادی (‎۷ اسفند ۱۳۷۶ خورشیدی) روی داد که زمان اوج آن، ساعت ۱۷:۲۹:۲۷ به‌وقت ساعت هماهنگ جهانی بوده‌است. مدت زمان و طول این خورشیدگرفتگی ۴ دقیقه و ۹ ثانیه بود.